# Brian Stann
Brian Michael Stann (Tokyo, 24 settembre 1980) è un ex lottatore di arti marziali miste ed ex marine statunitense.
È stato campione dei pesi mediomassimi WEC nel 2008 senza riuscire a difendere il titolo e dal 2009 al 2013 ha combattuto nella prestigiosa promozione UFC venendo spesso indicato come un top 10 nella divisione dei pesi medi.

## Caratteristiche tecniche
Stann può vantare un ottimo pugno da KO ed è un valido incassatore.
Suo punto debole è la lotta a terra ed in generale non è a suo agio contro validi wrestler e grappler.

## Carriera nelle arti marziali miste

### Da militare a sportivo
Stann è nato nella base aerea di Yokota, base militare statunitense in Giappone.
Entra nel corpo dei Marine e sale fino al grado di capitano; nel 2005 è stato impegnato nella guerra in Iraq.
Inizi la sua carriera nelle arti marziali miste nel 2006.

### World Extreme Cagefighting
Stann ha un avvio eccezionale nel WEC con quattro vittorie consecutive per KO tecnico che lo portano a sfidare il campione in carica Doug Marshall: sconfigge anche Marshall per KO al primo round e vince il titolo dei pesi mediomassimi WEC.
All'incontro successivo non riesce a difendere il titolo, perdendo contro Steve Cantwell.

### Ultimate Fighting Championship
Passa all'UFC nel 2009.

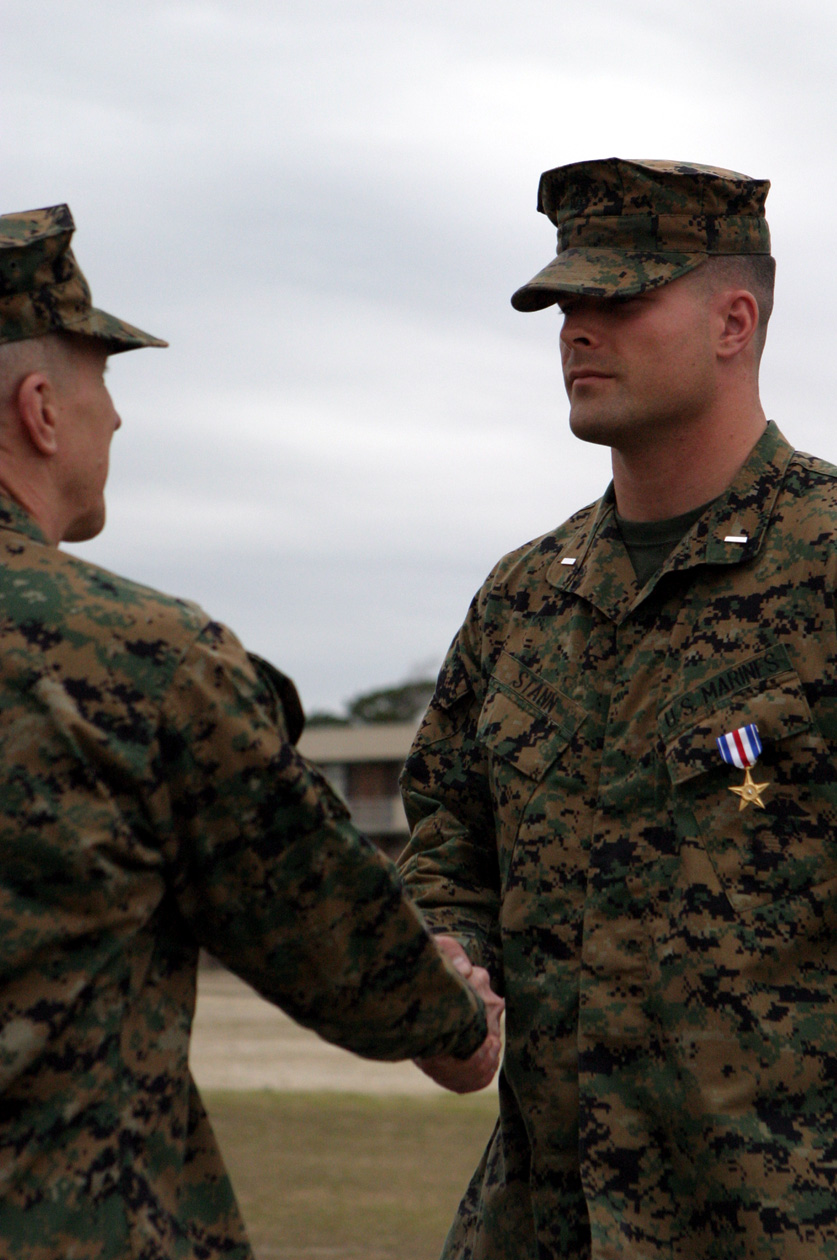
Stann mentre riceve la stella d'argento nel 2006

L'esordio nei pesi mediomassimi è negativo, in quanto si concretizza con una sconfitta contro Krzysztof Soszynski per sottomissione.
Successivamente riesce a mettere a segno due vittorie consecutive, ma la sconfitta contro Phil Davis ai punti fa virare l'ex marine verso i pesi medi.
Nella nuova categoria di peso Stann vince tre incontri di fila, sconfiggendo avversari del calibro di Chris Leben, ma poi incappa in una sconfitta contro Chael Sonnen nel 2011.
Nel 2012 combatte in Svezia contro il lottatore italiano Alessio Sakara, vincendo per KO nel primo round.
Lo stesso anno affronta un top 10 stabile quale è Michael Bisping, perdendo meritatamente ai punti un incontro durante il quale ha subito parecchi takedown e jab da parte dell'avversario.
Nel 2013 in Giappone affronta in un incontro di pesi mediomassimi la leggenda Wanderlei Silva, perdendo per la prima volta con un KO pulito durante la seconda ripresa.
Nel luglio 2013 Stann annuncia il suo ritiro dalle MMA praticate, affermando di volersi dedicare totalmente alla famiglia e al suo lavoro di commentatore sportivo per gli spettacoli UFC sulle reti Fox Sports e Fuel TV: termina così la propria carriera con un record di 12-6 ed un record parziale in UFC di 6-5 (4-2 nei pesi medi).

## Risultati nelle arti marziali miste
| Risultato | Record | Avversario          | Metodo                               | Evento                                    | Data              | Round | Tempo | Città                      | Note                                      |
| --------- | ------ | ------------------- | ------------------------------------ | ----------------------------------------- | ----------------- | ----- | ----- | -------------------------- | ----------------------------------------- |
| Sconfitta | 12-6   | Wanderlei Silva     | KO (pugni)                           | UFC on Fuel TV: Silva vs. Stann           | 3 marzo 2013      | 2     | 4:08  | Saitama, Giappone          | Incontro di Pesi Mediomassimi             |
| Sconfitta | 12-5   | Michael Bisping     | Decisione (unanime)                  | UFC 152: Jones vs. Belfort                | 22 settembre 2012 | 3     | 5:00  | Toronto, Canada            |                                           |
| Vittoria  | 12-4   | Alessio Sakara      | KO (pugni)                           | UFC on Fuel TV: Gustafsson vs. Silva      | 14 aprile 2012    | 1     | 2:26  | Stoccolma, Svezia          |                                           |
| Sconfitta | 11–4   | Chael Sonnen        | Sottomissione (triangolo di braccio) | UFC 136: Edgar vs. Maynard III            | 8 ottobre 2011    | 2     | 3:51  | Houston, Stati Uniti       |                                           |
| Vittoria  | 11–3   | Jorge Santiago      | KO Tecnico (pugni)                   | UFC 130: Rampage vs. Hamill               | 28 maggio 2011    | 2     | 4:29  | Las Vegas, Stati Uniti     |                                           |
| Vittoria  | 10–3   | Chris Leben         | KO Tecnico (ginocchiata e pugni)     | UFC 125: Resolution                       | 1º gennaio 2011   | 1     | 3:37  | Las Vegas, Stati Uniti     |                                           |
| Vittoria  | 9–3    | Mike Massenzio      | Sottomissione (triangolo)            | UFC Live: Jones vs. Matyushenko           | 1º agosto 2010    | 3     | 3:10  | San Diego, Stati Uniti     | Passa ai Pesi Medi                        |
| Sconfitta | 8–3    | Phil Davis          | Decisione (unanime)                  | UFC 109: Relentless                       | 6 febbraio 2010   | 3     | 5:00  | Las Vegas, Stati Uniti     |                                           |
| Vittoria  | 8–2    | Rodney Wallace      | Decisione (unanime)                  | The Ultimate Fighter: Heavyweights Finale | 5 dicembre 2009   | 3     | 5:00  | Las Vegas, Stati Uniti     |                                           |
| Vittoria  | 7–2    | Steve Cantwell      | Decisione (unanime)                  | UFC Fight Night: Diaz vs. Guillard        | 16 settembre 2009 | 3     | 5:00  | Oklahoma City, Stati Uniti |                                           |
| Sconfitta | 6–2    | Krzysztof Soszynski | Sottomissione (kimura)               | UFC 97: Redemption                        | 18 aprile 2009    | 1     | 3:53  | Montréal, Canada           | Debutto in UFC                            |
| Sconfitta | 6–1    | Steve Cantwell      | KO Tecnico (pugni)                   | WEC 35: Condit vs. Miura                  | 3 agosto 2008     | 2     | 4:01  | Las Vegas, Stati Uniti     | Perde il titolo dei Pesi Mediomassimi WEC |
| Vittoria  | 6–0    | Doug Marshall       | KO (pugni)                           | WEC 33: Marshall vs. Stann                | 26 marzo 2008     | 1     | 1:35  | Las Vegas, Stati Uniti     | Vince il titolo dei Pesi Mediomassimi WEC |
| Vittoria  | 5–0    | Jeremiah Billington | KO Tecnico (pugni)                   | WEC 30: McCullough vs. Crunkilton         | 5 settembre 2007  | 1     | 3:07  | Las Vegas, Stati Uniti     |                                           |
| Vittoria  | 4–0    | Craig Zellner       | KO Tecnico (pugni)                   | WEC 28: Faber vs. Farrar                  | 3 giugno 2007     | 1     | 4:57  | Las Vegas, Stati Uniti     |                                           |
| Vittoria  | 3–0    | Steve Cantwell      | KO Tecnico (pugni)                   | WEC 26: Condit vs. Alessio                | 24 marzo 2007     | 1     | 0:41  | Las Vegas, Stati Uniti     |                                           |
| Vittoria  | 2–0    | Miguel Cosio        | KO Tecnico (pugni)                   | WEC 21: Tapout                            | 15 giugno 2006    | 1     | 0:16  | Highland, Stati Uniti      | Debutto in WEC                            |
| Vittoria  | 1–0    | Aaron Stark         | KO Tecnico (pugni)                   | SF 14: Resolution                         | 6 gennaio 2006    | 1     | 3:14  | Portland, Stati Uniti      |                                           |